# Der Mann, von dem man spricht
Der Mann, von dem man spricht ist eine österreichische Filmkomödie aus dem Jahr 1937 mit Heinz Rühmann und Hans Moser in den Hauptrollen. Die Handlung weist Ähnlichkeiten mit Max, der Zirkuskönig auf.

## Handlung
Zoologiestudent Toni Mathis wird der Universität verwiesen, weil er die entscheidende Prüfung verschlafen hat. Sein Onkel und Gönner ist sichtlich enttäuscht und will ihn daraufhin gegen seinen Willen mit einer Landschönheit aus seinem Dorf verheiraten. Doch dann begegnet Toni der Trapezartistin Bianca und verliebt sich Hals über Kopf in sie. Ihr Vater, der Zirkusdirektor Zarratti, will aber nur dann in die Ehe seiner Tochter einwilligen, wenn ihr Zukünftiger ebenfalls Artist ist.
Nachdem Toni einige Zirkusnummern durchprobiert hat, bietet ihm sein Schwiegervater in spe die Rolle des Löwenbändigers an. Die Raubtiere flößen ihm jedoch enorme Angst ein. Einer der Clowns hält für Toni eine Lösung parat. Er stellt eine Mannschaft aus Zirkusmitarbeitern zusammen, die in täuschend echten Löwenkostümen anstelle der dressierten Raubkatzen den Auftritt mit Toni absolvieren sollen. Doch der bisherige Löwendompteur, ein zurückgewiesener Verehrer Biancas, sabotiert das Vorhaben, indem er die falschen Löwen in ihrem Umkleideraum einsperrt und die echten in die Manege einlaufen lässt. Weil er den Austausch nicht wahrnimmt, übersteht Toni diese Prüfung unbeschadet. Er wird anschließend als Held gefeiert und in die Zirkusfamilie aufgenommen.

## Hintergrund
Die Produktion entstand in Zusammenarbeit mit dem österreichischen „National“-Circus Rebernigg. Heinz Rühmann ließ sich in seinen Filmen grundsätzlich nicht von Stuntmen „doubeln“: In diesem Film jonglierte er mit Tellern, fuhr mit einem Fahrrad eine Treppe hinunter und tanzte auf dem Seil. Zum Finale trat er als Raubtier-Dompteur auf: „Drei Tage habe ich zum Eingewöhnen bei diesen schönen Tieren zugebracht, aber nur mit den männlichen, die weiblichen waren zu eifersüchtig auf ihren Gebieter, den Dompteur (Karl) Rebernigg. Der hatte mich sorgfältig nach Waffen abgetastet, bevor ich in die Manege durfte, weil er sicher sein wollte, dass seinen Lieblingen nichts passieren konnte. Sowas gibt einem vielleicht Mut, kann ich Ihnen sagen!“ Während der Drehpausen blieb Rühmann in der Manege, wo er mit den Tieren auf „Tuchfühlung“ ging. Er soll allenfalls darüber irritiert gewesen sein, dass die Statisten über ihn lachten, was einem „dramatischen“ Helden wie Hans Albers Rühmann zufolge in einer ähnlichen Rolle nicht passiert wäre. Produzent Oskar Glück soll dem Schauspieler später in der Garderobe mitgeteilt haben, dass dieser bei der Aufnahme der Löwen-Szene nicht versichert war und die Filmfirma nicht für Schäden im Käfig haftete. Als Rühmann 1953 für den Film Keine Angst vor großen Tieren abermals als Raubtier-Bändiger zu sehen war, trennte ihn während der Dreharbeiten eine Glasscheibe von den Großkatzen.

## Neuverfilmung
1957 wurde der Stoff als Remake Das haut hin unter der Regie von Géza von Cziffra mit Peter Alexander als Anton Mathis, Margit Nünke als Bianca Zaretti, Grethe Weiser als Tante und Gunther Philipp als Butler verfilmt.

## Kritiken
Das Lexikon des internationalen Films nannte den Film ein „[t]urbulentes Lustspiel mit dem publikumswirksamen Startrio Rühmann-Lingen-Moser.“